# Wilkes-Barre, Pennsylvania
Wilkes-Barre este un oraș cu 41.000 de locuitori, sediul comitatului Luzerne, statul Pennsylvania, Statele Unite ale Americii.

## Personalități născute aici
- Michael Whalen (1902 - 1974), actor;
- Joseph L. Mankiewicz (1909 - 1993), regizor, scenarist;
- Walter Kubilius (1918 - 1993), scriitor;
- James Karen (1923 - 2018), actor;
- Mark Cohen (n. 1943), fotograf;
- William Daniel Phillips (n. 1948), fizician, laureat cu Premiul Nobel pentru Fizică ;
- Mary McDonnell (n. 1952), actriță.